# TT49
| nfr | Y1 · t · p |

| nfr | Y1 · t · p |

TT49 (Theban Tomb 49) è la sigla che identifica una delle Tombe dei Nobili ubicate nell’area della cosiddetta Necropoli Tebana, sulla sponda occidentale del Nilo dinanzi alla città di Luxor, in Egitto. Destinata a sepolture di nobili e funzionari connessi alle case regnanti, specie del Nuovo Regno, l'area venne sfruttata, come necropoli, fin dall'Antico Regno e, successivamente, sino al periodo Saitico (con la XXVI dinastia) e Tolemaico.

## Titolare
TT49 Era la tomba di:
| Titolare   | Titolo                    | Necropoli | Dinastia/Periodo | Note                                                                                         |
| ---------- | ------------------------- | --------- | ---------------- | -------------------------------------------------------------------------------------------- |
| Neferhotep | Capo degli scriba di Amon | el-Khokha | XIX dinastia     | fianco nord-est della collina, nel cortile di proprietà di Karim Mousa, a sud-est della TT39 |

## Biografia
Neferhotep fu Capo degli scriba di Amon e Sovrintendente del bestiame sacro, molto probabilmente durante i regni di Tutankhamon, Ay, Horemheb e agli inizi della XIX dinastia. Figlio di Neby, Servo di Amon, e di Iuy, Cantatrice di Amon. Il nonno paterno era Ptahemheb, Scriba delle (giovenche?) del Tempio di Amon, mentre il bisnonno Nebebneb era Scriba delle reclute. Meritra, Cantatrice di Amon, fu sua moglie; non è possibile appurare se la coppia avesse figli. Nella tomba sono presenti rappresentazioni che farebbero supporre positivamente per l'atteggiamento di alcuni giovani nei confronti della coppia, ma non sono indicati nomi o titoli.

## La tomba
Nota fin dall'antichità, venne rilevata da Robert Hay che ne riprodusse i dipinti parietali. Occupata da una famiglia locale, che la liberò solo alla fine del XIX secolo, subì molti danni, specie nella parti basse dei dipinti parietali. I dipinti parietali sono perciò oggi noti solo grazie al lavoro di copia di Jean-François Champollion, Ippolito Rosellini, Émile Prisse d'Avennes, John Gardner Wilkinson e del citato Robert Hay.
La tomba si apre al fondo di un ampio cortile che da ulteriormente accesso ad altre tombe: TT363, TT362 e TT187, tutte risalenti alla XIX dinastia. Nel cortile (1-2 in planimetria) due stele di cui una (2) distrutta; la stele superstite riporta la barca di Ra alla sommità e, su due registri sovrapposti, il defunto e la moglie che adorano Osiride e la Dea dell'Occidente (Mertseger), e i due che adorano Anubi in presenza di un pilastro Djed. Un corridoio (3), sulle cui pareti il defunto, con moglie e genitori, è dinanzi a Osiride, Anubi e Hathor e sono inoltre presenti testi dedicati a Ra, dà accesso a una sala trasversale. Sulle pareti, (4) la processione funeraria con il traino del sarcofago e il defunto abbracciato alla Dea dell'Occidente; segue (5) una stele con Osiride e la Dea dell'Occidente che fronteggiato Horus, ai lati su due registri il nonno del defunto e la moglie a sinistra e il defunto e un altro uomo (?) a destra. Poco oltre (6), su due registri e in più scene, la moglie del defunto riceve doni, in un giardino dell'harem reale, dalla regina; il defunto torna a casa su un carro con doni e scene di un banchetto con servitori che portano cibi in un giardino in presenza di danzatrici e suonatori. Segue (7) una scena di portatori di flabello e di doni, preceduti dal defunto, dinanzi ad un re (forse Ay) e a una regina (il nome è perduto) affacciati ad un balcone sotto al quale sono rappresentati prigionieri. Oltre il corridoio (11) il defunto e la moglie offrono fiori a Osiride e Hathor e, su tre registri sovrapposti, uomini con fiori, tori inghirlandati, portatori di offerte, cantanti ciechi e sacerdotesse di Hathor; poco discosto (10) su tre registri portatori di offerte e preti officianti dinanzi al defunto e alla moglie in presenza di prefiche. Sul lato corto una stele (9) reca il defunto in adorazione di Anubi e il defunto con incenso su un braciere dinanzi a Osiride; seguono (8), su tre registri, scene della processione funeraria, barche con prefiche e dolenti, preti che officiano riti sulla mummia dinanzi alla piramide della tomba e, in due scene, il defunto e la moglie che ispezionano la costruzione del sarcofago e le suppellettili funebri.
Un breve corridoio, sulle cui pareti (12) il defunto incontra i genitori defunti, adduce a una sala con quattro pilastri (A-B-C-D), tutti decorati con immagini del defunto e della moglie in offertorio agli dei. Su uno (C) il defunto in offertorio del re Amenhotep I e della regina Ahmose Nefertari. Sulle pareti della sala, (13) il defunto, con la moglie e una figlia (?) offrono incenso agli dei; oltre la porta di accesso, (14) il defunto con la moglie e una donna consacrano offerte. Poco oltre (15-16) il defunto riceve mazzi di fiori nel tempio di Amon e, a sua volta, offre fiori alla moglie nel giardino del tempio; scribi registrano servi, il raccolto di papiro, il bestiame al pascolo e quello marchiato, il contenuto dei magazzini e delle cantine del vino, la produzione agricola; negozi degli artigiani del tempio, con tessitori, carpentieri e cuochi. Seguono (19) il defunto e la moglie in offertorio a Osiride e Anubi e una stele (20) con il defunto abbracciato dalla Dea dell'Occidente. Oltre il varco che adduce alla sala più interna, una stele (18) sovrastata dal dio Anubi in forma di sciacallo e un uomo che offre libagioni a Osiride; poco oltre (17) il defunto offre mazzi di fiori a Osiride e alla Dea dell'Occidente.
Un ampio passaggio conduce a una sala che reca tre nicchie alle pareti, contenenti statue: una coppia (21) la cui identificazione non è possibile; ugualmente non identificabili i due personaggi di altra nicchia (22) sulle cui pareti il defunto offre libagioni a Osiride, in alto la rappresentazione di Hathor in atto di proteggere il re; sul fondo (23), le statue del defunto e della moglie seduti.

## Reperti
Nella tomba vennero repertati:
- mattoni sacri con l'indicazione dei nomi di Neferhotep e della moglie Merytra.

### Annotazioni
1. ↑  La numerazione dei locali e delle pareti segue quella di Porter e Moss 1927, pp. 91-95 (in diversa colorazione le quattro tombe rappresentate).
2. ↑  La prima numerazione delle tombe, dalla numero 1 alla 253, risale al 1913 con l’edizione del "Topographical Catalogue of the Private Tombs of Thebes" di Alan Gardiner e Arthur Weigall. Le tombe erano numerate in ordine di scoperta e non geografico; ugualmente in ordine cronologico di scoperta sono le tombe dalla 253 in poi.
3. ↑  I campi della Duat, ovvero l'aldilà egizio, si trovavano, secondo le credenze, proprio sulla riva occidentale del grande fiume.
4. ↑  Nella sua epoca di utilizzo, l'area era nota come "Quella di fronte al suo Signore" (con riferimento alla riva orientale, dove si trovavano le strutture dei Palazzi di residenza dei re e i templi dei principali dei) o, più semplicemente, "Occidente di Tebe".
5. ↑  le Tombe dei Nobili, benché raggruppate in un'unica area, sono di fatto distribuite su più necropoli distinte.
6. ↑  Le note, sovente di inquadramento topografico della tomba, sono tratte dal "Topographical Catalogue" di Gardiner e Weigall, ed. 1913 e fanno perciò riferimento alla situazione dell'epoca.
7. ↑  I danni maggiori derivarono, stando alle testimonianze di Norman de Garis Davies del 1920-21, dall'abitudine di ammucchiare, contro le pareti per l'essiccazione, pani di sterco da usare come combustibile.
8. ↑  Giacché dal cortile si accede a quattro distinte tombe, i riferimenti sono stati riportati in differente colore; quelli relativi alla TT49 sono di colore nero.

### Fonti
1. 1 2  Porter e Moss 1927,  pp. 91-95.
2. ↑  Gardiner e Weigall 1913.
3. ↑  Donadoni 1999,  p. 115.
4. ↑  Gardiner e Weigall 1913, pp. 20-21.
5. ↑  Porter e Moss 1927,  p. 91.
6. ↑  Porter e Moss 1927,  pp. 91-93.
7. ↑  Porter e Moss 1927,  p. 95.